# Fredrik Erixon
Fredrik Erixon, född 1 november 1973 i Östersund i Jämtlands län, är en svensk ekonom och författare. Erixon är Director vid European Centre for International Political Economy (ECIPE) som han grundade i Bryssel 2006 tillsammans med Razeen Sally. Erixon har en masterexamen från London School of Economics och har tidigare bedrivit forskarstudier i nationalekonomi vid Oxfords universitet. Han har också arbetat för investmentbanken JP Morgan och Svenska Dagbladet, samt varit chefsekonom för tankesmedjan Timbro. 
Erixon fanns två år i rad med på Financial Times lista över de 30 mest inflytelserika personerna i Bryssel, innan listan upphörde att publiceras.
Erixon har skrivit boken Arv i vanhävd (1997), om socialdemokratins politiska historia, samt Sila kamelerna och svälj myggen (2001), som behandlar konkurrenspolitik. Tillsammans med Emil Uddhammar skrev han Kapitalism, nätverk och demokrati (2002), som handlar om nätverkens och det sociala kapitalets roll för ekonomisk och politisk utveckling.
Fredrik Erixon är gift med Tove Lifvendahl och bosatt i Uppsala.

### Böcker
- 1996 – Privata forskningsstiftelsers roll och betydelse för svensk kunskapsutveckling, Stockholm: City-universitetet
- 1997 – Arv i vanhävd: Om frihetliga rötter i arbetarrörelsen, Stockholm: Timbro
- 2001 – Sila kamelerna och svälj myggen: hur bör konkurrensen främjas? (redaktör, tillsammans med Fredrik Bergström), Stockholm: Timbro
- 2002 – Kapitalism, nätverk och demokrati: förutsättningar för samarbete och myter om socialt kapital (tillsammans med Emil Uddhammar), Stockholm: City University Press
- 2016 – The innovation illusion: how so little is created by so many working so hard (tillsammans med Björn Weigel), New Haven: Yale University Press

### Rapporter (med externa länkar)
- 2001 – A Radical Agenda for the Millennium Round  PDF
- 2002 – Rosa pengar  PDF (tillsammans med Fredrik Bergström)
- 2004 – Hur röstar EU-parlamentarikerna i utrikeshandelsfrågor?  PDF (tillsammans med Niklas H Rossbach)
- 2004 – Shining city on a hill? How members of the European Parliament have voted on Free trade (tillsammans med Niklas H Rossbach)
- 2005 – Den skattefinansierade idémarknaden: En surveyundersökning om myndigheters idé- och opinionsbildning  PDF (tillsammans med Ulrik Franke)